# Sexuell dominans
| Sexuell dominans |
| --- |
| Kvinna utklädd i polismundering och som dominerar en man. - Betydelse – dominerande roll inom BDSM - Motsats till – underkastelse - Del av – dominans och underkastelse |

Sexuell dominans är ett sexuellt rollspel där en eller flera personer utövar tvång med den tvingades medgivande, mot en eller flera andra personer. Dominans är i sexuella sammanhang något erotiskt och sexuellt, där den ena parten är dominant och den andra är undergiven. Det bygger på att parterna blir sexuellt upphetsade i sina respektive roller. Dominans är ett av de element som ingår i BDSM. I sexuell dominans ingår inte nödvändigtvis våld eller smärta; det senare är istället grundläggande inom sadomasochism. 
Den person som dominerar får sexuell njutning genom att den undergivna överger makten över sin person till den dominanta. Handlingar i denna förbindelse kan vara verbala eller fysiska kommandon, fastbindning eller annan begränsning av rörelsefriheten (bondage) och/eller förödmjukelse. Den dominanta får således sin kick av att ha kontroll och bli åtlydd.

## Terminologi
En dominerande man omnämns ofta som Herre, Master eller liknande, medan motsvarande för den kvinnliga dominanta är Härskarinna, Domina eller Dominatrix. Den undergivne får ofta tillmälet slav/slavinna eller något liknande som demonstrerar maktförhållandet. På internet skrivs ofta första bokstaven på namnet med stor bokstav för den dominanta och med liten bokstav för den undergivna.
Med switch menas en person som kan vara i både en dominant och undergiven roll. Switchen växlar mellan att vara dominant och undergiven, beroende på känslan i den aktuella situationen. De flesta personer med intresse för sexuell dominans eller underkastelse har åtminstone ett visst intresse för båda typerna av maktförskjutning.

## Varianter
Ett mindre antal par har vad som kallas ett 24/7-förhållande, där maktförskjutningen råder dygnet runt (24 timmar om dygnet, 7 dagar i veckan). I mer extrema fall kallas detta för TPE eller Total Power Exchange (engelska för total maktförskjutning). I likhet med många andra BDSM-termer finns vedertaget inget svenskt ord, utan utövarna använder sig av engelsk terminologi.